# Datro Fofana
David Datro Fofana (Ouragahio, 22 december 2002) is een Ivoriaans voetballer die doorgaans speelt als spits. In januari 2023 verruilde hij Molde FK voor Chelsea. Fofana maakte in 2019 zijn debuut in het Ivoriaans voetbalelftal.

## Clubcarrière
Fofana speelde in de jeugd van Abidjan City en daarna voor AFAD Djékanou. Bij deze club brak hij door en speelde hij ook zijn eerste interlandoptreden. In februari 2021 werd hij aangetrokken door Molde FK, waar hij zijn handtekening zette onder een verbintenis voor de duur van vier seizoenen. Zijn debuut volgde op 18 februari 2021, toen in de UEFA Europa League gespeeld werd tegen 1899 Hoffenheim. Toen namens dat team Moanes Dabour (tweemaal) en Christoph Baumgartner gescoord hadden en namens Molde Martin Ellingsen en Eirik Ulland Andersen zorgde Fofana op aangeven van Magnus Wolff Eikrem voor de 3–3, waarbij het ook zou blijven. In zijn eerste jaar in de Eliteserien scoorde hij niet, maar het seizoen erop leverde vijftien competitiegoals op en een landstitel voor Molde. Hiermee eindigde hij op de derde plek van de topscorerslijst in Noorwegen.
Eind december 2022 tekende Fofana een voorcontract bij Chelsea per 1 januari 2023. Met de overgang was circa tien miljoen euro gemoeid. In zijn eerste halve seizoen bij Chelsea speelde Fofana vier officiële wedstrijden, waarna hij in de zomer van 2023 voor een jaar verhuurd werd aan Union Berlin. In de winterstop werd deze verhuurperiode afgebroken. Na zijn terugkeer werd hij direct opnieuw verhuurd, nu aan Burnley. Göztepe SK werd in september 2024 de derde club op rij die Fofana huurde van Chelsea. Hij werd in de winterstop weer teruggehaald door Chelsea nadat hij een zware knieblessure had opgelopen.

## Clubstatistieken
| Seizoen | Club           | Competitie     | Competitie | Competitie | Beker | Beker | Internationaal | Internationaal | Totaal | Totaal |
| Seizoen | Club           | Competitie     | Wed.       | Dlp.       | Wed.  | Dlp.  | Wed.           | Dlp.           | Wed.   | Dlp.   |
| ------- | -------------- | -------------- | ---------- | ---------- | ----- | ----- | -------------- | -------------- | ------ | ------ |
| 2021    | Molde FK       | Eliteserien    | 18         | 0          | 1     | 0     | 5              | 1              | 24     | 1      |
| 2022    | Molde FK       | Eliteserien    | 24         | 15         | 3     | 1     | 10             | 4              | 37     | 20     |
| 2022/23 | Chelsea        | Premier League | 3          | 0          | 1     | 0     | 0              | 0              | 4      | 0      |
| 2023/24 | → Union Berlin | Bundesliga     | 12         | 1          | 1     | 0     | 4              | 1              | 17     | 2      |
| 2023/24 | → Burnley      | Premier League | 15         | 4          | 0     | 0     | —              | —              | 15     | 4      |
| 2024/25 | → Göztepe SK   | Süper Lig      | 9          | 2          | 0     | 0     | —              | —              | 9      | 2      |
| Totaal  | Totaal         | Totaal         | 81         | 22         | 6     | 1     | 19             | 6              | 106    | 29     |

Bijgewerkt op 7 februari 2025.

## Interlandcarrière
Fofana maakte zijn debuut in het Ivoriaans voetbalelftal op 22 september 2019, toen in een kwalificatiewedstrijd voor het AFCON 2020 met 2–0 verloren werd van Nigerees voetbalelftal door doelpunten van Idrissa Halidou en Abdoul Aziz Ibrahim. Fofana mocht van bondscoach Brahima Kamara in de basisopstelling beginnen en hij speelde het gehele duel mee.
| Interlands van Datro Fofana voor Ivoorkust | Interlands van Datro Fofana voor Ivoorkust | Interlands van Datro Fofana voor Ivoorkust | Interlands van Datro Fofana voor Ivoorkust | Interlands van Datro Fofana voor Ivoorkust | Interlands van Datro Fofana voor Ivoorkust |
| №                                          | Datum                                      | Wedstrijd                                  | Uitslag                                    | Competitie                                 | Goals                                      |
| Als speler bij AFAD Djékanou               | Als speler bij AFAD Djékanou               | Als speler bij AFAD Djékanou               | Als speler bij AFAD Djékanou               | Als speler bij AFAD Djékanou               | Als speler bij AFAD Djékanou               |
| ------------------------------------------ | ------------------------------------------ | ------------------------------------------ | ------------------------------------------ | ------------------------------------------ | ------------------------------------------ |
| 1                                          | 22 september 2019                          | Niger – Ivoorkust                          | 2 – 0                                      | AFCON 2020 kwalificatie                    |                                            |
| Als speler bij Molde FK                    |                                            |                                            |                                            |                                            |                                            |
| 2                                          | 16 november 2022                           | Ivoorkust – Burkina Faso                   | 4 – 0                                      | Vriendschappelijk                          |                                            |
| 3                                          | 19 november 2022                           | Ivoorkust – Burkina Faso                   | 1 – 2                                      | Vriendschappelijk                          |                                            |

Bijgewerkt op 7 februari 2025.

## Erelijst
| Eliteserien | 1 | 2022    |
| NM Cupen    | 1 | 2021/22 |